# Nesticus brasiliensis
Nesticus brasiliensis är en spindelart som beskrevs av Brignoli 1979. Nesticus brasiliensis ingår i släktet Nesticus och familjen grottspindlar. Inga underarter finns listade i Catalogue of Life.